# أغ سقل
أغ‌ سقل هي قرية في مقاطعة أرومية، إيران. يقدر عدد سكانها بـ 443 نسمة بحسب إحصاء 2016.